# PZL.38 Wilk
PZL.38 Wilk ("sói") (PZL-38) là một mẫu máy bay tiêm kích-bom của Ba Lan, do nhà máy quốc doanh PZL chế tạo vào năm 1937.

## Tính năng kỹ chiến thuật
Đặc điểm tổng quát
- Kíp lái: 2
- Chiều dài: 8,35 m ()
- Sải cánh: 11,05 m ()
- Chiều cao: 2,50 m ()
- Diện tích cánh: 20,4 m² (ft²)
- Trọng lượng rỗng: 2.155 kg ()
- Trọng lượng có tải: 2.800 kg ()
- Trọng tải có ích: 645 kg ()
- Động cơ: 2 × PZL Foka, 490 hp ()  mỗi chiếc

 Hiệu suất bay 
- Vận tốc cực đại: 400 km/h
- Tầm bay: 850 km ()
- Trần bay: 9.000 m (ước lượng) ()
- Vận tốc lên cao: 8 m/s (ước lượng) ()
- Tải trên cánh: 137 kg/m² ()

Trang bị vũ khí

- 1 x pháo FK-A 20 mm
- 2 x súng máy PWU wz.36 7.92 mm
- 2 x súng máy PWU wz.37 7.92 mm
- 300 kg bom